# Tres Matas
Tres Matas es un centro poblado, perteneciente al municipio de Cumaribo en el departamento del Vichada, en el este del país. Ubicada en la Ruta Nacional 38 que comunica Puerto Gaitán - Cumaribo.